# Evening Shade (Oklahoma)
Evening Shade – jednostka osadnicza w Stanach Zjednoczonych, w stanie Oklahoma, w hrabstwie Sequoyah.